# Marcus Herennius Valens
Marcus Herennius Valens (vollständige Namensform Marcus Herennius Tromentina Valens) war ein im 1. und 2. Jahrhundert n. Chr. lebender Angehöriger der römischen Armee. Durch eine Inschrift, die in Cibalae gefunden wurde, ist seine militärische Laufbahn bekannt.
Valens diente zunächst entweder in der Legio XI Claudia oder in der Prätorianergarde in Rom und war danach Evocatus (evocato legionis XI Claudiae). Im Anschluss diente er als Centurio in den folgenden Legionen (in dieser Reihenfolge): in der Legio XI Claudia, in der Legio I Adiutrix, in der Legio II Adiutrix, in der Legio XV Apollinaris, ein weiteres Mal in der Legio I Adiutrix und zuletzt in der Legio IIII Flavia. In der Legio Legio IIII Flavia erreichte er den Rang eines Hastatus posterior in der 5. Kohorte.
Valens war in der Tribus Tromentina eingeschrieben und stammte aus Salona. Er starb im Alter von 75 Jahren (vixit annis LXXV), nachdem er 55 Jahre in der Armee gedient hatte (stipendiorum LV). Der Grabstein wurde durch seinen Freigelassenen und Erben Marcus Herennius Helius errichtet.
Die Inschrift wird bei der EDCS auf 101/200 und bei der EDH auf 101/150 datiert. James Robert Summerly datiert die Laufbahn von Valens als Centurio in einen Zeitraum zwischen 70 und 114.